# ティボー1世 (バル伯)

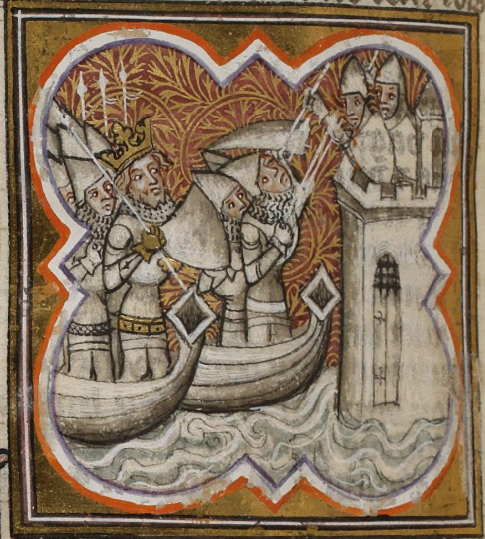
アッコ包囲戦

ティボー1世（フランス語：Thiébaut Ier, 1158年ごろ - 1214年2月13日）は、バル伯（在位：1190年 - 1214年）、ルクセンブルク伯（在位：1197年 - 1214年）。バル伯ルノー2世とアニェス・ド・シャンパーニュの息子。兄アンリ1世がアッコ包囲戦で戦死した後、伯位を継承した。

## 生涯
1197年にルクセンブルク女伯エルメジンデと3度目の結婚をした後、フィリップ・フォン・シュヴァーベンの承認のもと、ティボー1世は妻の領地であるルクセンブルク、デュルビュイおよびラ・ロシュを取り戻そうとした。そのため、ティボー1世はナミュールの城を包囲し、会議が開かれ、そこでナミュール侯フィリップ1世およびその兄フランドル伯ボードゥアン9世がルクセンブルク、デュルビュイおよびラ・ロシュの係争中の領地を放棄した。ディナン条約が1199年7月6日にサン＝メダールにおいて結ばれ、後に公式なものとした。
アルビジョア十字軍において、ティボー1世は1211年6月にトゥールーズ包囲戦でシモン・ド・モンフォールの支援のため軍を率いて向かった。
1214年にティボー1世が死去した後、2度目の結婚で生まれた長男アンリ2世が伯位を継承した。最初の結婚で生まれた長女アニェスはロレーヌ公フェリー2世と結婚した。ルクセンブルク伯領は3度目の妃エルメジンデが再婚したリンブルフ公ヴァルラム3世の手に渡った。ティボー1世はサン＝ミエルに埋葬された。

## 結婚と子女
ティボー1世は3度結婚した。1176年にローン伯ルートヴィヒ1世とアグネス・フォン・メッツの娘ラウレッタと結婚し、1女が生まれた。
- アニェス（トマス、1177年頃 - 1226年6月19日） - アマンス、ロンウィおよびストゥネの女領主。ロレーヌ公フェリー2世と結婚。

1189年ごろにギー2世・ド・ブリエンヌとペトロニーユ・ド・シャスネの娘エルメザンド・ド・バル＝シュル＝セーヌと結婚し、1男2女が生まれたが、1195年ごろに離婚した。
- アニェス2世（1225年没） - シャティヨン領主ユーグと結婚[7]
- アンリ2世（1190年 - 1239年）[6] - バル伯
- マルグリット（1192年頃 - 1259年以降） - ヴィヴィエ領主ハインリヒ・フォン・ザルムと結婚

1197年にルクセンブルク伯ハインリヒ4世とアグネス・フォン・ゲルデルンの娘エルメジンデ・フォン・ルクセンブルクと結婚し、2男3女をもうけた。
- マルグリット2世（1270年7月没） - ヴォーデモン伯ユーグ3世と結婚、ボワ領主アンリ・ド・ダンピエールと再婚。
- エリーザベト（1262年4月11日/8月1日没） - フォルクモンおよびモンジョワ領主ヴァルラム・フォン・リンブルクと結婚
- アンリ（1214年没） - ブリエ、アランシーおよびマルヴィル領主
- ルノー（1214年2月没）
- 娘（1214年2月以前没）